# جبل المليساء
جبل المليساء أو جبل الملسا هو جبل بركاني خامد يقع في حرة رهاط جنوب شرق المدينة المنورة في المملكة العربية السعودية.